# Pfarrhaus Gröben (Ludwigsfelde)

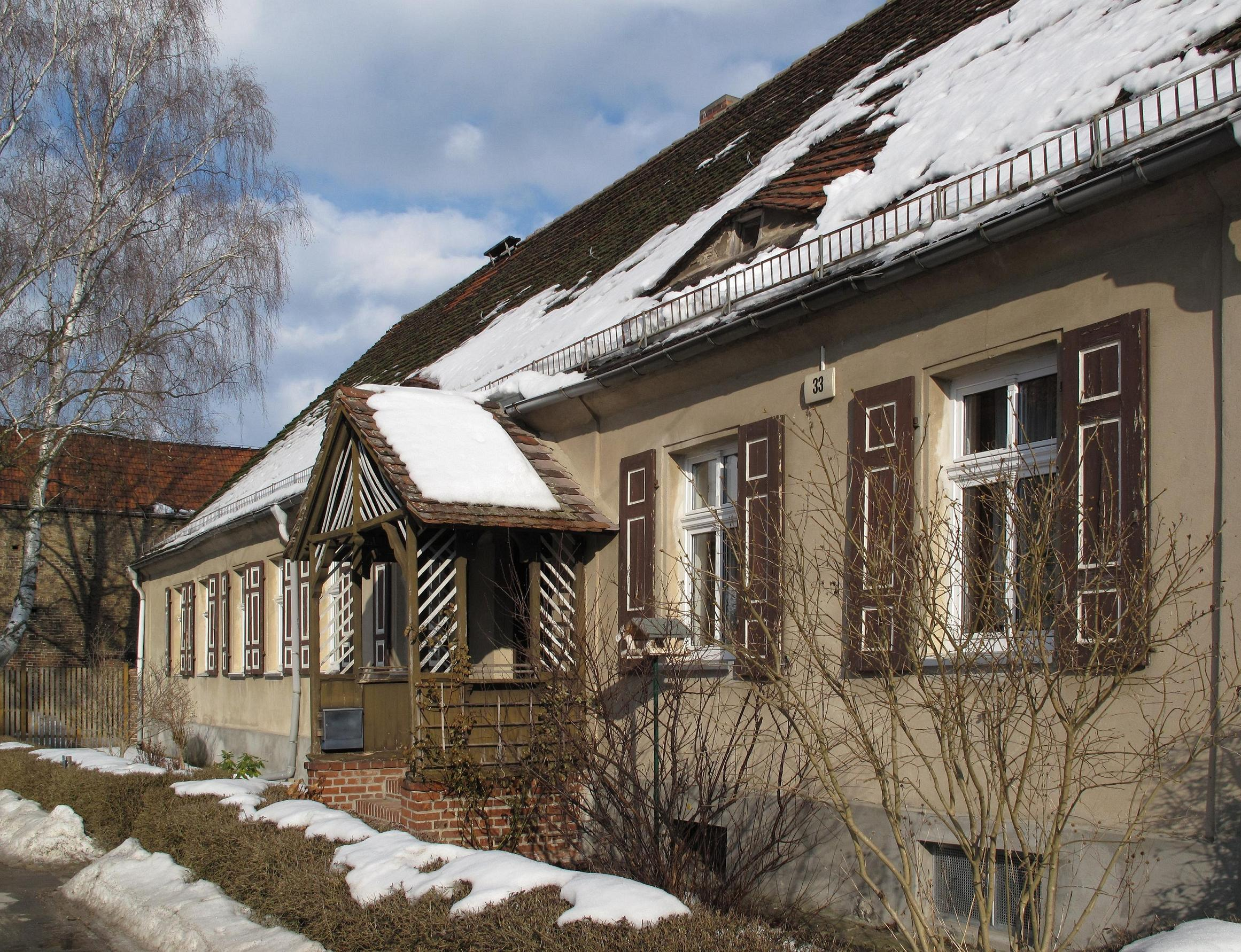
Pfarrhaus in Gröben

Die Pfarrhaus in Gröben, einem Ortsteil von Ludwigsfelde im Brandenburger Landkreis Teltow-Fläming, wurde um 1730 errichtet. Das Pfarrhaus an der Gröbener Dorfstraße 33, gegenüber der Dorfkirche, ist ein geschütztes Baudenkmal. 
Im Kern stammt der Bau aus der Zeit um 1730. In den Jahren 1870 und 1888 erfolgten Anbauten. Das Wirtschaftsgebäude wurde 1905/06 errichtet.
Der Schriftsteller Theodor Fontane besuchte mehrmals das Pfarrhaus, um das Kirchenbuch einzusehen.